# Pivana
La pivana o pifana (a seconda della regione) è uno strumento a fiato originario della Corsica appartenente alla famiglia dei flauti integralmente ricavato da un corno di capra. È stato ritrovato anche in alcune regioni italiane.

## Descrizione
Generalmente misura una ventina di centimetri, ma esistono modelli più piccoli o più grandi a seconda del corno usata. È forato con 7 fori e tagliato alle estremità. Esistono anche diverse gamme di questo strumento a seconda del tipo di musica che si desidera suonare lamentu (canzone tradizionale corsa), ninna nanna o pezzo di danza. Generalmente in sol o fa ma anche in si bemolle.
Questo strumento è molto ancorato alla cultura tradizionale corsa (che è l'unica regione dove viene ancora suonato) dove si impone con la cialamedda, e la pirula come pilastro della musica isolana e agro-pastorale.